# Жорж Санд
Жорж Санд (фр. George Sand, настоящее имя Амандина Аврора Люсиль Дюпен, фр. Amandine Aurore Lucile Dupin, в замужестве — баронесса Дюдеван; 1 июля 1804 — 8 июня 1876) — французская писательница.

## Биография

### Семья
Прадедом Авроры Дюпен был Мориц Саксонский. В 1695 году Мария Аврора фон Кёнигсмарк (1662—1728), сестра Филиппа фон Кёнигсмарка, убитого по приказу курфюрста Ганновера, выясняя причины гибели брата, познакомилась с курфюрстом Саксонии, будущим королём Польши Августом Сильным и стала его любовницей. В 1696 году она родила сына Морица, любовники расстались ещё до появления на свет ребёнка. Мария Аврора поселилась в аббатстве Кведлинбург, создав там популярный светский салон.
Морица Саксонского, у которого с раннего возраста было влечение к военному делу, воспитывал отец. По его настоянию Мориц совершил пешее путешествие по Европе в самых суровых условиях: он нёс с собой военное снаряжение и питался лишь супом и хлебом. В тринадцать лет он уже участвовал в сражении и получил офицерский чин. Начав свою военную карьеру у отца, Мориц Саксонский служил в России и во Франции, отличившись в войне за австрийское наследство.
В 1748 году одна из любовниц Морица Мари де Верьер (настоящая фамилия Ренто) родила дочь Марию-Аврору (1748—1821). Так как Мари де Верьер не была верна Морицу, маршал не включил её и дочь в своё завещание. Мария-Аврора обратилась за покровительством к племяннице Морица дофине Марии Жозефине. Её поместили в женский монастырь Сен-Сир и назначили пособие в восемьсот ливров. Мария-Аврора считалась дочерью неизвестных родителей, её положение отпугивало потенциальных претендентов на её руку. Она вторично обратилась к дофине с тем, чтобы ей позволили называться «внебрачной дочерью маршала Франции графа Морица Саксонского и Мари Ренто». Актом парламента Парижа отцовство было утверждено. В 18 лет Мария-Аврора вышла замуж за пехотного капитана Антуана де Орна. Он получил место коменданта эльзасского городка Селесты. Супруги прибыли к месту назначения де Орна через пять месяцев после свадьбы, на следующий день сорокачетырёхлетний де Орн заболел и через три дня умер. Мария-Аврора поселилась в монастыре, а позднее, из-за недостатка средств, переехала в дом матери и тётки. В тридцать лет она вышла второй раз замуж за представителя главного откупщика податей в Берри Луи-Клода Дюпен де Франкёй — бывшего любовника своей тётки Женевьевы де Верьер. Дом супругов Дюпен был поставлен на широкую ногу, они много тратили на благотворительность, интересовались литературой и музыкой. Овдовев в 1788 году, Мария-Аврора вместе с сыном Морисом переселилась в Париж. В 1793 году, считая, что в провинции жизнь более безопасна, Мари-Аврора купила усадьбу Ноан-Вик, располагавшуюся между Шатору и Ла-Шатром. Поначалу госпожа Дюпен, называвшая себя последовательницей Вольтера и Руссо, сочувствовала революции. Её отношение к событиям изменилось, когда начался террор, она даже подписалась на 75 тысяч ливров в фонд помощи эмигрантам. За свою принадлежность к дворянству в декабре 1793 года госпожа Дюпен была арестована и помещена в монастырь Английских августинок. Её освободили после событий 9 термидора, и в октябре 1794 года она уехала с сыном в Ноан.

### Детство и юность
Морис Дюпен (1778—1808), несмотря на классическое образование и любовь к музыке, избрал карьеру военного. Начав службу солдатом во времена Директории, офицерское звание он получил в Итальянскую кампанию. В 1800 году в Милане познакомился с Антуанеттой-Софи-Викторией Делаборд (1773—1837), любовницей своего начальника, дочерью птицелова, бывшей танцовщицей. 
Ей было уже за тридцать лет, когда мой отец увидел её впервые, и среди какого ужасного общества! Мой отец был великодушен! Он понял, что это красивое создание ещё способно любить…

 Они зарегистрировали брак в мэрии 2-го округа Парижа 5 июня 1804 года, когда Софи-Виктория ждала их первого общего ребёнка, — у Мориса был внебрачный сын Ипполит, Софи-Виктория имела дочь Каролину.
1 июля 1804 года в Париже Софи-Виктория родила девочку, названную Авророй. Мать Мориса долго не хотела признавать неравный брак сына, рождение внучки смягчило её сердце, но отношения между свекровью и невесткой остались холодными. Весной 1808 года полковник Морис Дюпен, адъютант Мюрата, принимал участие в Испанской кампании. Беременная Софи-Виктория последовала за ним вместе с дочерью. Здесь 12 июня Софи-Виктория родила сына Огюста. 8 сентября того же года семья покинула страну вместе с отступающими войсками и вернулась в Ноан. В дороге дети заболели: Аврора выздоровела, мальчик умер. Через четыре дня после возвращения Морис погиб в результате несчастного случая во время прогулки верхом: лошадь в темноте наскочила на груду камней.
После гибели отца Авроры, свекровь-графиня и невестка-простолюдинка на время сблизились. Однако вскоре госпожа Дюпен посчитала, что мать не может дать достойного воспитания наследнице Ноана, кроме того она не хотела видеть в своём доме дочь Софи-Виктории Каролину. После долгих колебаний мать Авроры, не желая лишать её большого наследства, оставила её у бабушки, переехав с Каролиной в Париж. Аврора тяжело переживала разлуку. «Моя мать и бабушка рвали мне сердце на клочки».
Учителем Авроры и её единокровного брата Ипполита был Жан-Франсуа Дешартр, управляющий поместьем, бывший наставник Мориса Дюпена. В дополнение к обучению чтению, письму, арифметике и истории, бабушка, превосходный музыкант, учила её игре на клавесине и пению. Любовь к литературе девочка также переняла от неё. Религиозным воспитанием Авроры не занимался никто — госпожа Дюпен, «женщина прошлого века, признавала только отвлечённую религию философов».
Так как мужская одежда была более удобна для верховой езды, прогулок и охоты, Аврора с детства привыкла носить её.
Девочка видела мать лишь изредка, приезжая с бабушкой в Париж. Но госпожа Дюпен, стремясь свести влияние Софи-Виктории к минимуму, старалась сократить эти визиты. Аврора решила сбежать от бабушки, вскоре её намерение было раскрыто, и госпожа Дюпен решила отправить Аврору в монастырь. По приезде в Париж Аврора встретилась с Софи-Викторией, и та одобрила планы бабушки по дальнейшему обучению дочери. Аврора была поражена холодностью матери, в то время в очередной раз устраивавшей свою личную жизнь. «О мать моя! Почему вы не любите меня, меня, которая так вас любит?». Мать уже не была для неё ни другом, ни советчицей, впоследствии Аврора научилась обходиться без Софи-Виктории, однако, не порывая с ней окончательно и сохраняя чисто внешнее уважение.
В Августинском католическом монастыре, куда она поступила 12 января 1818 года, девочка познакомилась с религиозной литературой и ею овладели мистические настроения.
«Это полное слияние с Божеством я воспринимала как чудо. Я буквально горела, как святая Тереза; я не спала, не ела, я ходила, не замечая движений моего тела…»
Она решила стать монахиней и делать самую тяжёлую работу. Однако её духовник, аббат Премор, считавший, что человек может исполнить свой долг и не оставляя светской жизни, отговорил Аврору от этого намерения.
Её бабушка пережила первый удар и, опасаясь, что Аврора может остаться под опекой «своей недостойной матери», решила выдать девушку замуж. Аврора покинула монастырь, ставший для неё «раем на земле». Вскоре бабушка решила, что внучка ещё слишком молода для семейной жизни. Аврора пыталась примирить мать и бабушку, но потерпела поражение. Она предложила матери остаться у неё, но Софи-Виктория на это не согласилась. В 1820 году Аврора вернулась с бабушкой в Ноан. Богатая наследница, Аврора тем не менее не считалась завидной партией из-за череды внебрачных рождений в семье и низкого происхождения матери.
В результате второго удара госпожа Дюпен была парализована, и Дешартр передал девушке все права по управлению имением. Дешартр, будучи мэром Ноана, исполнял также обязанности аптекаря и хирурга, Аврора помогала ему. В то же время Аврора увлеклась философской литературой, изучала Шатобриана, Боссюэ, Монтескьё, Аристотеля, Паскаля, но более всего она восхищалась Руссо, считая, что только у него есть подлинное христианство, «которое требует абсолютного равенства и братства».
Она совершала длительные верховые прогулки на лошади Колетт:
«Нам пришлось жить и ездить вместе на протяжении четырнадцати лет.»
Окружающие порицали Аврору за её образ жизни. Свобода, которой пользовалась она, была немыслима в то время для особы её пола и возраста, но она не обращала на это внимания.
В Ла-Шатре Аврора дружила со своими сверстниками, сыновьями друзей отца: Дюверне, Флёри, Папе. С одним из них — Стефаном Ажассон де Грансань, студентом, преподававшим ей анатомию, завязался роман. Но юношеская влюблённость ни к чему не привела: для отца Грансаня, графа, она была дочерью простолюдинки, бабушка же не согласилась бы на этот брак из-за бедности Стефана.
Бабушка Авроры умерла 26 декабря 1821 года, согласившись, к удивлению своей верующей внучки, собороваться и причаститься перед смертью. «Я убеждена, что не совершаю ни подлости, ни лжи, соглашаясь на обряд, который в час разлуки с любимыми служит неплохим примером. Пусть у тебя будет спокойно на сердце, я знаю, что я делаю». Бабушка настояла, чтобы Аврора присутствовала при её исповеди. С последними словами госпожа Дюпен обратилась к внучке: «Ты теряешь своего лучшего друга».

### Замужество
По завещанию госпожи Дюпен опека над семнадцатилетней девушкой передавалась графу Рене де Вильнёву, а сама Аврора должна была жить в Шенонсо, в семье графа. Однако мать девушки настояла на том, чтобы руководить ею. Вильнёвы устранились от опекунства — они не хотели иметь дело с «авантюристкой» низкого происхождения. Аврора послушалась матери «из чувства долга» и справедливости — ей были чужды сословные предрассудки. Вскоре между матерью и дочерью произошёл конфликт: Софи-Виктория принуждала Аврору выйти замуж за человека, к которому та не имела ни малейшей склонности. Аврора взбунтовалась. Мать пригрозила ей заточением в монастырь. 
«Здесь вам будет лучше. Мы предупредим общину на ваш счёт; здесь будут остерегаться вашего красноречия.
Приготовьтесь к мысли, что вам придётся прожить в этой келье до вашего совершеннолетия, то есть три с половиной года. Не вздумайте взывать к помощи законов; никто не услышит ваших жалоб; и ни ваши защитники, ни вы сами никогда не узнаете, где вы находитесь…» Но потом — то ли устыдились такого деспотического поступка, то ли побоялись возмездия закона, то ли меня просто хотели напугать, — от этого плана отказались.
 Аврора поняла, что одинокая женщина без защиты обречена сталкиваться с трудностями на каждом шагу. Из-за нервного перенапряжения она заболела: «у неё начались спазмы желудка, который отказался принимать пищу». На время Софи-Виктория оставила дочь в покое. В 1822 году Аврора гостила в семье друга своего отца, полковника Ретье дю Плесси. Через супругов дю Плесси она познакомилась с Казимиром Дюдеваном (1795—1871), незаконным сыном барона Дюдевана, владельца поместья Гильери в Гаскони. Страдая от одиночества, она «влюбилась в него, как в олицетворение мужественности». Казимир сделал предложение не через родных, как тогда было принято, а лично Авроре и тем покорил её. Она была уверена, что Казимир не интересуется её приданым, так как он был единственным наследником своего отца и его жены.

Несмотря на сомнения матери, в сентябре 1822 г. Аврора и Казимир обвенчались в Париже и уехали в Ноан. Казимир сменил Дешартра в роли управляющего Ноаном, и супруги стали вести жизнь обыкновенных помещиков. 30 июня 1823 года в Париже Аврора родила сына Мориса. Мужа не интересовали ни книги, ни музыка, он охотился, занимался «политикой в местном масштабе» и пировал с такими же, как он, местными дворянчиками. Вскоре Авророй овладели приступы меланхолии, которые раздражали мужа, не понимавшего, в чём дело. Для романтически настроенной Авроры, мечтавшей о «любви в духе Руссо», физиологическая сторона брака оказалась потрясением. Но в то же время она сохраняла привязанность к Казимиру — честному человеку и отличному отцу. Некоторое душевное равновесие она смогла себе вернуть, общаясь со своими наставниками в Английском католическом монастыре, куда она переехала вместе с сыном. Но Морис заболел, и Аврора вернулась домой. 
Приходит время, когда чувствуешь необходимость любви, исключительной любви! Нужно, чтобы всё происходящее имело отношение к объекту любви. Хотелось, чтобы в тебе были и прелесть и дарования для него одного. Ты не замечал этого во мне. Мои знания оказались ненужными, ведь ты не разделял их со мной.
 Аврора чувствовала себя нездоровой, муж считал, что все её болезни существуют только в её воображении. Размолвки между супругами участились.
В конце 1825 года супруги Дюдеван совершили путешествие в Пиренеи. Там Аврора познакомилась с Орельеном де Сезом, товарищем прокурора суда Бордо. Роман с де Сезом был платоническим — Аврора чувствовала себя счастливой и в то же время упрекала себя, что переменилась в отношении к мужу. В своей «Исповеди», которую она написала мужу по совету де Сеза, Аврора подробно объяснила причины своего поступка, тем, что её чувства не находили отклика у Казимира, что она изменила свою жизнь ради него, но он не оценил этого. Возвратившись в Ноан, Аврора поддерживала переписку с де Сезом. В то же время она снова встречается со Стефаном Ажассон де Грансанем, и юношеский роман получает своё продолжение. 13 сентября 1828 года Аврора рожает дочь Соланж (1828—1899), все биографы Санд сходятся на том, что отцом девочки был Ажассон де Грансань. Вскоре супруги Дюдеван фактически разошлись. Казимир стал выпивать и завёл несколько любовных связей с ноанской прислугой.
Аврора чувствовала, что пора менять ситуацию: её новый любовник, Жюль Сандо, уехал в Париж, она пожелала последовать за ним. Она оставила поместье в управление мужу в обмен на ренту, выговорив условие, что будет проводить полгода в Париже, другие полгода в Ноане и сохранять видимость брака.

### Начало литературной деятельности
Аврора приехала в Париж 4 января 1831 года. Пенсиона в три тысячи франков не хватало на жизнь. Из экономии она носила мужской костюм, к тому же он стал пропуском в театр: в партер — единственные места, которые были по карману ей и её друзьям, дам не пускали.

Чтобы зарабатывать, Аврора решила писать. В Париж она привезла роман («Эме»), который намеревалась показать де Кератри — члену палаты депутатов и писателю. Он, однако, отсоветовал ей заниматься литературой. По рекомендации своей подруги из Ла-Шатра, Аврора обратилась к журналисту и писателю Анри де Латушу, только что возглавившему «Фигаро». Роман «Эме» не произвёл на него впечатления, но он предложил госпоже Дюдеван сотрудничество в газете и ввёл в парижский литературный мир. Краткий журналистский стиль не был её стихией, ей более удавались пространные описания природы, характеров.
Решительнее, чем когда-либо, я выбираю литературную профессию. Несмотря на неприятности, которые иногда случаются в ней, несмотря на дни лени и усталости, которые иногда прерывают мою работу, несмотря на мою более чем скромную жизнь в Париже, я чувствую, что отныне моё существование осмыслено.
 Вначале Аврора писала вместе с Сандо: романы «Комиссионер» (1830), «Роз и Бланш» (1831), имевший у читателей большой успех, вышли за подписью Жюль Санд, так как мачеха Казимира Дюдевана не желала видеть свою фамилию на обложках книг. В «Роз и Бланш» Аврора использовала свои воспоминания о монастыре, заметки о путешествии в Пиренеи, рассказы своей матери. Уже самостоятельно Аврора начала новую работу, роман «Индиана», темой которого стало противопоставление женщины, ищущей идеальной любви, чувственному и тщеславному мужчине. Сандо одобрил роман, но отказался подписаться под чужим текстом. Аврора выбрала мужской псевдоним: это стало для неё символом избавления от рабского положения, на которое обрекало женщину современное общество. Сохранив фамилию Санд, она изменила имя Жюль на имя Жорж.
Латуш посчитал, что в «Индиане» Аврора копировала манеру Бальзака, однако, прочитав роман внимательнее, он изменил своё мнение. Успех «Индианы», о которой хвалебно отозвались Бальзак и Гюстав Планш, позволил ей заключить контракт с «Ревю де Дё Монд» и обрести финансовую независимость.

К тому времени относится начало дружбы Санд с Мари Дорваль, знаменитой актрисой романтической эпохи. 
Чтобы понять, какую власть она (Дорваль) имеет надо мной, надо бы знать, до какой степени она не похожа на меня… Она! Бог вложил в неё редкий дар — умение выражать свои чувства… Эта женщина, такая прекрасная, такая простая, ничему не училась: она всё отгадывает… <…> И когда эта хрупкая женщина появляется на сцене со своей будто надломленной фигурой, со своей небрежной походкой, с печальным и проникновенным взглядом, тогда знаете, что мне представляется?… Мне кажется, что я вижу свою душу…
 Санд приписывали любовную связь с Дорваль, однако эти слухи ничем не подтверждены.
 
В 1833 году выходит в свет роман «Лелия», вызвавший скандал. Главная героиня (во многом это автопортрет), в погоне за счастьем, которое даёт физическая любовь другим женщинам, но не ей, переходит от любовника к любовнику. Позднее, пожалев, что выдала себя, Жорж Санд исправила роман, убрав признания в бессилии и придав ему большую моральную и социальную окраску. Жюль Жанен в «Журналь де Деба» назвал книгу «отвратительной», журналист Капо де Фёйид «требовал „пылающий уголь“, чтобы очистить свои уста от этих низких и бесстыдных мыслей…» Гюстав Планш опубликовал в «Ревю де Дё Монд» положительную рецензию и вызвал Капо де Фёйида на дуэль. Сент-Бёв в письме к Санд отмечал: 
Широкая публика, требующая в читальном зале, чтобы ей дали какую-нибудь книгу, откажется от этого романа. Но зато он будет высоко оценен теми, кто увидит в нём самое живое выражение вечных помыслов человечества… Быть женщиной, ещё не достигшей и тридцати лет, по внешнему виду которой даже нельзя понять, когда она успела исследовать такие бездонные глубины; нести это знание в себе, знание, от которого у нас вылезли бы волосы и поседели виски, — нести с лёгкостью, непринуждённостью, сохраняя такую сдержанность в выражениях, — вот чем прежде всего я любуюсь в вас; право, сударыня, вы чрезвычайно сильная, редкостная натура…

### Жорж Санд иАльфред де Мюссе
Сент-Бёв, восхищавшийся Мюссе, пожелал представить молодого поэта Санд, но та отказалась, считая, что они с Мюссе слишком разные люди, между которыми не может быть понимания. Однако, случайно встретившись с ним на обеде, устроенном «Ревю де Дё Монд», она переменила своё мнение. Между ними завязалась переписка, вскоре Мюссе переехал в квартиру Санд на набережной Малакэ. Санд была уверена, что теперь она уже точно будет счастлива. Кризис наступил во время их совместного путешествия по Италии, когда дала себя знать нервная и непостоянная натура Мюссе. Начались ссоры, Мюссе упрекал Санд в холодности: ежедневно, несмотря ни на что, она уделяла по восемь часов литературной работе. В Венеции он объявил Санд, что ошибался и не любит её.
Санд становится любовницей доктора Паджелло, который лечил заболевшего Мюссе. В марте 1834 года Альфред де Мюссе уехал из Венеции, Жорж Санд осталась там ещё на пять месяцев, работая над романом «Жак». И Санд, и Мюссе сожалели о разрыве, между ними продолжалась переписка.
Санд вернулась в Париж с Паджелло, который написал своему отцу:
«Я на последней стадии моего безумия…Завтра я выезжаю в Париж; там мы расстанемся с Санд…»
При первой же встрече Санд и Мюссе возобновили отношения. Однако через некоторое время, устав от сцен ревности, череды разрывов и примирений, Санд ушла от Мюссе. Альфред де Мюссе через всю жизнь пронёс воспоминание об этой мучительной для обоих связи. В своей «Исповеди сына века» (1836) под именем Бригитты Шпильман он изобразил бывшую любовницу, в эпилоге выразив надежду на то, что когда-нибудь они простят друг друга. Уже после смерти Мюссе Санд описала их отношения в романе «Она и он» (1859), вызвавшем негативную реакцию брата Альфреда — Поля, который ответил ей романом «Он и она».

### Развод. Луи Мишель
В 1835 году Жорж Санд приняла решение развестись и обратилась за помощью к известному адвокату Луи Мишелю (1797—1853). Республиканец, блестящий оратор, безусловный лидер всех либералов южных провинций, Мишель сыграл решающую роль в формировании политических взглядов Санд.
Вперёд! Каков бы ни был цвет вашего знамени, лишь бы ваши фаланги шли к республиканскому будущему; во имя Иисуса, у которого остался на земле только один истинный апостол; во имя Вашингтона и Франклина, которые не смогли всё завершить и оставили это дело нам; во имя Сен-Симона, чьи сыновья, не задумываясь, выполняют божественную и страшную задачу (храни их господь…); лишь бы добро взяло верх, лишь бы те, кто верит, доказали это… Я просто маленький солдат, примите меня.
В апреле 1835 года он выступал от защиты на процессе лионских инсургентов. Санд последовала за ним в Париж, чтобы присутствовать на заседаниях и заботиться о Мишеле, «не щадившем себя в деле защиты апрельских обвиняемых».
В январе 1836 года Санд подала в суд Ла-Шатра жалобу на мужа. Заслушав свидетелей, суд поручил воспитание детей госпоже Дюдеван. Казимир Дюдеван, боясь потерять ренту, не защищался и согласился на заочный приговор. Однако вскоре при разделе имущества между бывшими супругами возникли разногласия. Дюдеван обжаловал решение суда и изложил свои претензии к жене в особом меморандуме. Мишель был защитником Санд на возобновившемся в мае 1836 года бракоразводном процессе. Его красноречие произвело впечатление на судей, мнения их, однако, разделились. Но на следующий день Казимир Дюдеван пошёл на мировую: он должен был воспитывать сына и получал в пользование отель Нарбонн в Париже. Госпоже Дюдеван поручалась дочь, за ней оставался Ноан.
С Мишелем Санд рассталась в 1837 году — он был женат и не собирался оставлять семью.

### Христианский социализм
Склонный, как и Жорж Санд, к мистицизму, Ференц Лист познакомил писательницу с Ламеннэ. Она сразу же стала горячей сторонницей его взглядов и даже пошла на некоторое охлаждение отношений с Сент-Бёвом, критиковавшим аббата за непоследовательность. Для основанной Ламеннэ газеты «Монд» Санд предложила писать бесплатно, выговорив себе свободу в выборе и освещении тем. «Письма к Марси», переписка в форме романа, включала в себя реальные послания Санд к бедной бесприданнице Элизе Туранжен. Когда в «Шестом письме» Санд коснулась равенства полов в любви, Ламеннэ был шокирован, а узнав, что следующее будет посвящено «роли страсти в жизни женщины», прекратил публикацию. 
…он (Ламеннэ) не хочет, чтобы писали о разводе; он от неё (Санд) ждёт тех цветов, которые падают из её рук, то есть сказок и шуток. Мари д’Агу — Францу Листу
Однако главной причиной разрыва Ламеннэ и Санд стало то, что она была верной последовательницей философии Пьера Леру. Бо́льшая часть идей Леру была заимствована у христианства, Леру лишь не допускал бессмертия личности. Он также выступал за равенство полов в любви и усовершенствование брака, как одно из условий эмансипации женщин. По признанию Санд, Леру, «новый Платон и Христос», «спас» её, нашедшую в его учении «спокойствие, силу, веру, надежду». В течение пятнадцати лет Санд поддерживала Леру, в том числе и материально. Под влиянием Леру Санд написала романы «Спиридион» (в соавторстве с Леру) и «Семь струн лиры». В 1848 году, уйдя из консервативного издания «Ревю де Дё Монд» она основала вместе с Луи Виардо и Леру газету «Ревю Эндепендент». Санд опубликовала в ней свои романы «Орас», «Консуэло» и «Графиня Рудольштадт». Она оказывала поддержку поэтам из пролетарской среды — Савиньену Лапуэнту, Шарлю Магю, Шарлю Понси и пропагандировала их творчество («Диалоги о поэзии пролетариев», 1842). В её новых романах («Странствующий подмастерье», «Мельник из Анжибо») добродетель пролетариев противопоставлялась «эгоизму знатных богачей».

### Жорж Санд иШопен
В конце 1837 года Санд завязывает отношения с Шопеном, к тому времени расставшимся со своей невестой, художницей Марией Водзинской. Надеясь, что климат Майорки произведёт благотворное действие на здоровье Шопена, Санд вместе с ним и детьми решает провести там зиму. Её ожидания не оправдались: начался сезон дождей, у Шопена открылись приступы кашля. В феврале они вернулись во Францию. Санд осознаёт себя главой семьи. Отныне она пробует жить только для детей, Шопена и своего творчества. Для экономии средств, зимы они проводили в Париже. Различие в характерах, политических пристрастиях, ревность долгое время не могли помешать им сохранять привязанность. Санд быстро поняла, что Шопен опасно болен и преданно заботилась о его здоровье. Но как бы ни улучшалось его положение, долго быть в умиротворённом состоянии Шопену не позволяли его характер и его болезнь.
Это человек необыкновенной чувствительности: малейшее прикосновение к нему — это рана, малейший шум — удар грома; человек, признающий разговор только с глазу на глаз, ушедший в какую-то таинственную жизнь и только изредка проявляющий себя в каких-нибудь неудержимых выходках, прелестных и забавных.
Генрих Гейне

Некоторые из друзей жалели Санд, называя Шопена её «злым гением» и «крестом». Опасаясь за его состояние, она свела их отношения к чисто дружеским, Шопен страдал от подобного положения вещей и приписывал её поведение другим увлечениям. 
Если какая-то женщина и могла внушить ему полное доверие, то это была я, а он этого никогда не понимал… Я знаю, что многие люди меня обвиняют, — одни за то, что я его измотала необузданностью своих чувств, другие за то, что я привожу его в отчаяние своими дурачествами. Мне кажется, что ты-то знаешь, в чём дело. А он, он жалуется мне, что я его убиваю отказами, тогда как я уверена, что я его убила бы, поступая иначе… Из письма Жорж Санд Альберу Гржимале, другу Шопена.
 Отношения с Шопеном нашли своё отражение в романе Санд «Лукреция Флориани». Впоследствии она отрицала, что списала Лукрецию с себя, а Кароля — с Шопена. Шопен же не узнал или не пожелал узнать себя в образе молодого человека, очаровательного эгоиста, любимого Лукрецией и ставшего причиной её преждевременной смерти. В 1846 году между Шопеном и Морисом произошёл конфликт, в результате которого последний объявил о своём желании покинуть дом. Санд приняла сторону сына: 
Этого не могло быть, не должно было быть, Шопен не вынес моего вмешательства во всё это, хотя оно было необходимо и законно. Он опустил голову и сказал, что я его разлюбила. Какое богохульство после восьми лет материнской самоотверженности! Но бедное оскорблённое сердце не сознавало своего безумия…
 Шопен уехал в ноябре 1846 года, поначалу он и Жорж обменивались письмами. К окончательному разрыву Шопена подтолкнула дочь Санд. Соланж, поссорившись с матерью, приехала в Париж и настроила Шопена против неё. 
…она ненавидит свою мать, клевещет на неё, чернит её самые святые побуждения, оскверняет ужасными речами родной дом! Вам нравится слушать всё это и даже, может быть, верить этому. Я не буду вступать в подобную борьбу, меня это приводит в ужас. Я предпочитаю видеть вас во враждебном лагере, чем защищаться от противницы, которая вскормлена моей грудью и моим молоком.
Жорж Санд — Фредерику Шопену.
 Последний раз Санд и Шопен встретились случайно, в марте 1848 года: 
Я думала, что несколько месяцев разлуки излечат рану и вернут дружбе спокойствие, а воспоминаниям справедливость… я пожала его холодную дрожащую руку. Я хотела говорить с ним — он скрылся. Теперь я могла бы сказать ему, в свою очередь, что он разлюбил меня.
 С Соланж, вышедшей замуж за скульптора Огюста Клезингера, композитор сохранил дружеские отношения до своей смерти.

### Революция и Вторая империя
Революция для Санд стала полной неожиданностью: кампания избирательных банкетов, в конечном счёте приведшая к падению режима, казалась ей «безобидной и бесполезной». Тревожась за судьбу сына, жившего в то время в столице, она приехала в Париж и испытала воодушевление от победы республики. Ледрю-Роллен поручил ей редактировать «Бюллетень Республики». Убедившись в консервативности провинции, в преддверии всеобщих выборов, Санд не жалела сил, стремясь привлечь народ на сторону республиканского правительства. В апрельском Бюллетене № 16 она писала: 
Выборы, если они не дают торжествовать социальной правде, если они выражают интересы только одной касты, предавшей доверчивое прямодушие народа, эти выборы, которые должны были быть спасением республики, станут её гибелью — в этом нет сомнений. Тогда для народа, строившего баррикады, остался бы лишь один путь спасения: во второй раз продемонстрировать свою волю и отложить решения псевдонародного правительства. Захочет ли Франция заставить Париж прибегнуть к этому крайнему, достойному сожаления средству?… Избави Бог!…
 После событий 15 мая 1848 года, когда толпа манифестантов пыталась захватить Национальное собрание, некоторые газеты возложили на неё ответственность за подстрекательство к бунту. Ходили слухи, что она будет арестована. Санд оставалась в Париже ещё два дня, чтобы «быть под рукой у правосудия, если бы оно вздумало свести со мной счёты», и вернулась в Ноан.
После декабрьского переворота 1851 года добилась аудиенции у Луи-Наполеона и передала ему письмо с призывом о прекращении преследования политических противников. С помощью Наполеона-Жозефа Санд удалось смягчить участь многих республиканцев. С момента провозглашения Луи-Наполеона императором более не виделась с ним, обращаясь за помощью к императрице, принцессе Матильде или принцу Наполеону.

### Последние годы
В годы Второй империи в творчестве Санд появились антиклерикальные настроения как реакция на политику Луи-Наполеона. Её роман «Даниелла» (1857), содержащий нападки на католическую религию, вызвал скандал, а газету «Ла Пресс», в которой он публиковался, закрыли.
Сдружилась и вела активную переписку с Александром Дюма-сыном, который бесплатно переделал для сцены её роман «Маркиз де Вильмер» (1861—1862).
В 1866 году стала крёстной матерью у Луи Дюдевана Виктора Эмануэля Баркли, сына Джеймса Пола Баркли и Ады Айзекс Менкен, но мальчик умер ещё в младенчестве.
Жорж Санд скончалась от осложнений кишечной непроходимости 8 июня 1876 г. в своей усадьбе Ноан. Узнав о её кончине, Гюго написал: «Оплакиваю умершую, приветствую бессмертную!» Была похоронена в своей усадьбе в Ноане. Выдвигались предложения о перенесении её праха в Пантеон.

## Сочинения

### Произведения, переведённые на русский язык
- Индиана (Indiana, 1832)
- Валентина (Valentine, 1832)
- Мельхиор (Melhior, 1832)
- Лелия (Lélia, 1833)
- Кора (Cora, 1833)
- Жак (Jacques, 1834)
- Маркиза (La Marquise, 1834)
- Метелла (Métella,1834)
- Леоне Леони (Leone Leoni, 1835)
- Мопра́ (Бернард Мопрат, или Перевоспитанный дикарь) (Mauprat, 1837)
- Мастера мозаики (Мозаисты) (Les Maîtres mozaïstes, 1838)
- Орко (L’Orco, 1838)
- Ускок (L’Uscoque, 1838)
- Спиридион (Spiridion, 1839)
- Странствующий подмастерье (Пьер Гюгенен; Земляк Вильпре (Товарищ круговых поездок по Франции); Замок Вильпрэ) (Le Compagnon du tour de France, 1841)
- Зима на Майорке (Un hiver à Majorque, 1842)
- Орас (Horace, 1842)
- Консуэло (Consuelo, 1843)
- Графиня Рудольштадт (La Comtesse de Rudolstadt, 1843)
- Мельник из Анжибо (Le Meunier d’Angibault, 1845)
- Чертово болото (Чортова лужа; Проклятое болото) (La Mare au diable, 1846)
- Грех господина Антуана (Le Péché de M. Antoine, 1847)
- Лукреция Флориани (Lucrézia Floriani, 1847)
- Пиччинино (Le Piccinino, 1847)
- Франсуа-найдёныш (Франсуа-подкидыш; Найдёныш, или скрытая любовь; Приёмыш) (François le Champi, 1850)
- Господин Руссе (отрывок из романа) (Monsieur Rousset, 1851)
- Мон-Ревеш (Замок Мон-Ревеш) (Mont Revèche, 1853)
- Даниелла (La Daniella, 1857)
- Прекрасные господа из Буа-Доре (Красавцы Буа-Дорэ) (Les beaux messieurs de Bois-Doré, 1858)
- Зеленые призраки (Les Dames vertes, 1859)
- Она и Он (Elle et lui, 1859)
- Снеговик (L’Homme de neige, 1859)
- Маркиз де Вильмер (Le Marquis de Villemer, 1861)
- Исповедь молодой девушки (La Confession d’une jeune fille, 1865)
- Последняя любовь (продолжение романа Сильвестр) (Le Dernier Amour, 1866)
- Пьер Перекати-поле (Красавец Лоранс; Катящийся камень) (Pierre qui roule. Le Beau Laurence, 1870)
- Франсия (Francia, 1871)
- Нанон (Nanon, 1872)
- Замок Персмон (La Tour de Percemont, 1876)

### Произведения, переведённые на русский язык в XIX — нач. XX вв. (не переиздавались)
- Лавиния (Lavinia, 1834)
- Личный секретарь её светлости (Квинтилия; Домашний секретарь) (Le Secrétaire intime, 1834)
- Андре (André, 1835)
- Маттэа (Mattéa, 1835)
- Фламаранд (Flamarande, 1875)
- Симон (Simon, 1836)
- Il primo tenore (Первый тенор; Последняя Альдини; Последняя из рода Альдини) (La Dernière Aldini, 1838)
- Полина (Pauline, 1839)
- Муни-Робэн (Mouny Roubin, 1842)
- Карл (Carl, 1843)
- Ян Жижка (Jean Zizka, 1843)
- Жанна (Jeanne, 1844)
- Теверино (Teverino, 1846)
- Маленькая Фадетта (Фаншон Фадэ; Маленькая колдунья; Бесёнок; Чародейка) (La Petite Fadette, 1849)
- Замок в пустыне (Итальянские артисты; Замок Дезерт) (продолжение романа Лукреция Флориани) (Le Château des Désertes, 1851)
- Волынщики (Les Maîtres sonneurs, 1853)
- Крестница (La Filleule, 1853)
- Адриани (Лора; Безутешная) (Adriani, 1854)
- Жан де ла Рош (Jean de la Roche, 1859)
- Нарцисс (Нарсис) (Narcisse, 1859)
- Констанc Верье (Constance Verrier, 1860)
- Чёрный город (La Ville noire, 1861)
- Вальведр (Valvèdre, 1861)
- Тамарис (Tamaris, 1862)
- Лора. Путешествие в кристалл (Laura. Voyage dans le cristal, 1864)
- Сильвестр (Monsieur Sylvestre, 1866)
- Флавия (Flavie, 1866)
- Кадио (Солдат революции) (Cadio, 1868)
- Мадемуазель Меркем (Mademoiselle Merquem, 1868)
- Несмотря ни на что (Мальгрету; Две сестры) (Malgrétout, 1870)
- Цезарина Дитрих (Césarine Dietrich, 1871)

Статьи, очерки, воспоминания
- Письма путешественника (Lettres d’un voyageur, 1837)
- Шармет (À propos des Charmettes, 1841)
- Путешествие к парижским дикарям (Relation d’un voyage chez les sauvages de Paris, 1845)
- Ночные видения в деревнях (Les Visions de la nuit dans les campagnes, 1851)
- Нравы и обычаи в Берри (Moeurs et coutumes du Berry, 1851)
- Малиновка доктора (La Fauvette du docteur, 1853)
- Что говорит ручей? (Ce que dit le ruisseau, 1863)

Пьесы
- Рифмач (Aldo le Rimeur, 1833)
- Козима, или ненависть в любви (Cosima ou la Haine dans l’amour, 1840)
- Миссисипцы (Les Mississipiens, 1840)
- Мольер (Molière, 1851)
- Клоди (Claudie, 1851)
- Свадьба Викторины (Le Mariage de Victorine, 1851)
- Виноградные тиски (Le Pressoir (drame en trois actes), 1853)

### Циклы
- Деревенские повести (Маленькая Фадетта, Франсуа-Подкидыш, Чёртово болото, Волынщики, Жанна)
- Венецианские повести (Мастера мозаики, Маттэа, Последняя Альдини, Ускок, Орко, Леоне Леони, Консуэло).
- Бабушкины сказки (Contes d’une grand’mère vol. 1, 1873; vol. 2, 1876)

том 1
- Говорящий дуб (Заколдованный дуб) (Le Chêne parlant)
- Собака и священный цветок (Le Chien et la fleur sacrée)
- Орган титана (Необыкновенный орган; Шантгюрское видение) (L’Orgue du Titan)
- О чём говорят цветы (Ce que disent les fleurs)
- Красный Молот (Le Marteau rouge)
- Фея Пыли (La Fée Poussière)
- Гном-устрица (Le Gnome des huîtres)
- Пучеглазая фея (La Fée aux gros yeux)

том 2
- Великан Иеус (Le Géant Yéous)
- Королева Квакуша (La Reine Coax)
- Замок Пиктордю (Le Château de Pictordu)
- Розовое облако (Le Nuage Rose)
- История истинного простофили по имени Грибуль (Похождения Грибуля; Грибуль)

### Произведения, не переводившиеся на русский язык
- История мечтателя (L’Histoire du rêveur, 1830)
- Комиссионер (Le Commissionnaire, 1830, с Жюлем Сандо).
- Роза и Бланш (Роза и Бланка) (Rose et Blanche, 1831, с Жюлем Сандо)
- Примадонна (La Prima Donna, 1831)
- Vision, 1831
- Жан Кальвин (Jehan Cauvin, 1831)
- Девушка из Альбано (La Fille d’Albano, 1831)
- Королева Маб (La Reine Mab (poésie), 1832)
- Тост (Le Toast, 1832)
- Остров цветов (L'Île des fleurs), 1832
- Гарнье (Garnier, 1834)
- Мирза (Myrza, 1835)
- Неизвестный Бог (Le Dieu inconnu, 1837)
- Письма Марси (Lettres à Marcie, 1837)
- Кёроглы (Kouroglou, 1843) — перевод
- Прокоп Великий (продолжение романа Ян Жижка) (Procope le Grand, 1844)
- Исидора (Isidora, 1846)
- Эвенор и Лесипп. Любовь в золотом веке (Evenor et Leucippe. Les Amours de l'Âge d’or, 1846)
- Король ждет (Le Roi attend, 1848)
- Вокруг стола (Autour de la table, 1856)
- Семейство Жерманд (La Famille de Germandre, 1861)
- Антония (Antonia, 1863)
- Мадемуазель Ла Кентини (Mademoiselle La Quintinie, 1863)
- La Coupe, 1865
- La Rêverie à Paris, 1867
- Моя сестра Жанна (Ma sœur Jeanne, 1874)
- Два брата (продолжение романа Фламаранд) (Les Deux Frères, 1875)
- Марианна (Marianne, 1876)
- Сельские легенды (Légendes rustiques, 1877)
- Альбина (Albine, 1881) - не окончен в связи со смертью Жорж Санд.

Пьесы
- Заговор в 1537 (Une conspiration en 1537, 1831)
- Контрабандист (Le Contrebandier, 1837)
- Габриэль (Gabriel, 1839)
- 7 струн лиры (Les Sept Cordes de la lyre, 1840)
- Домовой (Демон домашнего очага) (Le Démon du foyer (comédie en deux actes), 1852)
- Каникулы Пандольфа (Les Vacances de Pandolphe (comédie en trois actes), 1852)
- Фламинио (Flaminio (comédie en trois actes et un prologue), 1854)
- Маэстро Фавилла (Maître Favilla (drame en trois actes), 1855)
- Люси (Lucie (comédie en un acte), 1856)
- Франсуаза (Françoise (comédie en quatre actes), 1856)
- Как вам будет угодно (Comme il vous plaira (comédie en trois actes), 1856)
- Дьявол в полях (Le Diable aux champs, 1857)
- Маргарита де Сент-Жем (Marguerite de Sainte-Gemme (comédie en trois actes), 1859)
- Театр Ноана (Théâtre de Nohant, 1864) - Le Drac; Plutus; Камень (Le Pavé); Ночь Рождества (La nuit de Noël); Мариэль (Marielle).
- Деревенский Дон Жуан (Les Don Juan de village (comédie en trois actes), 1866)
- Японская лилия (Le Lis du Japon (comédie en un acte), 1866)
- Кадио (Cadio (avec Paul Meurice, drame en cinq actes), 1867)
- Лупо Ливерани (Lupo Liverani (drame en trois actes), 1869)
- L’autre (comédie en quatre actes et un prologue), 1870
- За добро добром платят (Un bienfait n’est jamais perdu (proverbe), 1872)
- Théâtre complet de George Sand: première série (Préface de l’auteur)

Статьи, очерки, воспоминания
- Крестная мать (La Marraine, 1829)
- Молинара (Molinara, 1831)
- Личный дневник (Journal intime, 1834)
- Жорж де Герен (Georges de Guérin, 1842)
- История моей жизни (Histoire de ma vie, 1855)
- Прогулки вокруг одной деревни (Promenades autour d’un village, 1857)
- Бегущая фея (La Fée qui court, 1859)
- Дневник путешественника во время войны (Journal d’un voyageur pendant la guerre, 1871)
- Впечатления и воспоминания (Impressions et Souvenirs, 1873)
- Новые письма путешественника (Nouvelles Lettres d’un voyageur, 1877)
- Последние страницы (Dernières pages, 1877) - В лесу (Dans les bois); Зимняя ночь (Nuit d’hiver); Voyage chez M. Blaise; Белокурая Феба (La Blonde Phœbé); Брат моей бабки (Mon Grand-Oncle); La Laitière et le Pot au lait; Le Théâtre des marionnettes de Nohant
- Воспоминания о 1848 г. (Souvenirs de 1848, 1880)
- Путешествие в Овернь (Voyage en Auvergne, 1888)

## Экранизации
1. Сверчок Фашон (1915) / Fanchon, the Cricket (роман)
2. Леоне Леони (1917) / Leone Leoni (роман)
3. Индиана (1920) / Indiana (роман)
4. Чёртово болото (1923) / Mare au diable, La (роман)
5. Мопра́ (1926) / Mauprat (роман)
6. Lachende Grille, Die (1926) / Lachende Grille, Die
7. Jutrzenka (1969) / Jutrzenka (роман)
8. Мопра́ (ТВ) (1972) / Mauprat (роман)
9. Чёртово болото (ТВ) (1972) / Mare au diable, La (роман)
10. Франсуа-Найдёныш (ТВ) (1976) / François le Champi (роман)
11. Прекрасные господа из Буа-Доре(сериал) (1976) / Beaux messieurs de Bois-Doré, Les (роман)
12. Маленькая Фадетта (ТВ) (1979) / Petite Fadette, La (роман)
13. Ville noire, La (ТВ) (1981) / Ville noire, La (роман)
14. Les amours romantiques (сериал) (1983) / Les amours romantiques
15. Маленькая Фадетта (ТВ) (2004) / La petite Fadette (роман)

## Аудиопостановки
Цикл «Бабушкины Сказки», 2011 год, издательство АрМир, перевод и постановка Ирины Воскресенской